# Bandolero (chanson)
Pour les articles homonymes, voir Bandolero.
Singles de Paradisio
Bailando
(1996) Vamos a la Discoteca
(1997)
Bandolero est une chanson du groupe belge d'eurodance Paradisio sortie en octobre 1996 sous le label CNR Music. Deuxième single extrait de l'album Paradisio, la chanson est écrite par Luc Rigaux, Patrick Samoy et María Isabel García Asensio.

## Formats et liste des pistes

### CD maxi
Belgium (1996)
1. Bandolero (Discoteca Action Remix) - 7:05
2. Bandolero (Discoteca Action Remix - Short Mix) - 4:13
3. Bandolero (After Party Remix) - 6:00
4. Bandolero (Video Edit) - 3:54
5. Bandolero (U.S. Power Club Remix) - 7:43

## Classements
| Chart (1996-1998)               | Meilleure position |
| ------------------------------- | ------------------ |
| Belgique (Ultratop 50 Flanders) | 19                 |
| Belgique (Ultratop 50 Wallonia) | 21                 |
| France (SNEP)                   | 92                 |
| Italie (FIMI)                   | 11                 |

| Chart (1998)  | Position |
| ------------- | -------- |
| Italie (FIMI) | 81       |